# حمدة سعيد
حمدة سعيد (بني خيار, 10 جوان 1940- ) سليل الأسرة العلمية الزيتونية عقيدة ومذهبا ومفتي الجمهورية التونسية منذ يوم الاثنين 8 جويلية 2013, خلفا للمفتي السابق عثمان بطيخ.

## سيرته
ولد حمدة سعيّد في 10 جوان 1940، ببني خيار من ولاية نابل، تحصّل على الاهلية سنة 1959، وعلى التّحصيل العلمي بجزأيه سنة 1962 وعلى الإجازة في الشّريعة وأصول الدّين سنة 1966. كما تحصّل سنة 1987 على شهادة الدّكتوراه في اختصاص الفقه وأصوله ومقاصده عن أطروحة بعنوان التعارض بين الأدلّة الشّرعيّة ومناهج العلماء في التوفيق بينها، وانتدب أستاذا جامعيا في موارد الأصول والفقه والقضاء بقسميه النّظري والتّطبيقي سنة 1989. وأوكلت لحمدة سعيّد بعض الخطط والمهام الأخرى إثر الثورة التونسية، منها إمام خطيب بجامع السوق ببني خيار في 2011 ورئيس الجمعية القرآنيّة الجهويّة بولاية نابل في 2011.

## روابط خارجية
- صفحة هيئة الإفتاء في موقع رئاسة الحكومة التونسية.